# Amedeo Pomilio
Amedeo Pomilio (Chieti, 11 febbraio 1967) è un ex pallanuotista e allenatore di pallanuoto italiano, vincitore di una medaglia di bronzo ai giochi olimpici di Atlanta 1996 ed una d'oro ai giochi olimpici di Barcellona 1992.

## Biografia
Il padre Gabriele è stato dirigente del Pescara che ottenne grandi successi in campo nazionale ed internazionale, ma anche responsabile della nazionale italiana allenata da Ratko Rudic. 
Amedeo Pomilio è uno dei pallanuotisti più titolati di tutti i tempi. Tra il 1987 e il 2000, da giocatore, ha collezionato 416 presenze con la Nazionale Italiana di Pallanuoto. Sotto la guida di Ratko Rudic ha conquistato con il Settebello, tra il 1992 e il 1995, il Grande Slam (Olimpiadi, Mondiale ed Europei). Ha partecipato a 6 edizioni dei Giochi Olimpici, 3 da giocatore e 3 da allenatore. 
Nel 1997 ha conseguito il Diploma di laurea in Economia e Commercio presso l'Università di Pescara e nel 2003 consegue il Master in "Economia e gestione dello sport nella Comunità europea" presso l'Università di Teramo. Membro del Comitato Organizzatore dei Giochi del Mediterraneo di Pescara 2009. Socio fondatore dell'Associazione Waterpolo Development World che ogni anno organizza l'ormai celeberrimo Festival Haba Waba. 
Nel 2023 è stato inserito nella Walk of Fame al Foro Italico di Roma.

## Carriera

### Giocatore
Inizia a giocare con le giovanili del Pescara e nel 1982 approda nella prima squadra in Serie A. La sua mano sinistra non passa inosservata e in pochi mesi diventa punto fermo di quel Sisley Pescara che nel giro un decennio vince tutto. Nel 1994 milita nel Volturno di Santa Maria Capua Vetere. Nel 2000 si trasferisce in Lombardia nelle file della Leonessa Brescia, realtà giovane e ambiziosa. Nella stagione 2005-2006 conclude la sua titolata carriera indossando la calottina del Circolo Nautico Salerno nel Campionato Italiano di Serie A1.
L'esordio con la Nazionale maggiore arriva nel 1987 e in più di tredici anni di azzurro colleziona 416 presenze. Ha partecipato a 3 edizioni dei Giochi Olimpici (Barcellona 1992, Atlanta 1996, Sydney 2000).

### Allenatore
È stato dal 2009 al 2024 viceallenatore del settebello. In questo ruolo ha partecipato a cinque edizioni dei Giochi Olimpici (Pechino 2008, Londra 2012, Rio 2016, Tokyo 2020, Parigi 2024). Dal 2009 al 2012 ha inoltre guidato le Nazionali U20 e U18, e con quest'ultima nel 2012 conquista la medaglia d'oro ai mondiali di Perth.
Nella stagione 2015-2016 è stato allenatore della Pro Recco con cui vince uno scudetto, una Coppa Italia ed una Supercoppa LEN.
Dal 2020 è supervisore del Pescara Pallanuoto.

## Palmarès

### Giocatore

#### Club
- Campionato italiano: 3

Pescara: 1986-87, 1996-97, 1997-98
- Coppe Italia: 5

Pescara: 1985, 1986, 1989, 1992, 1998
- Coppa dei Campioni: 1

Pescara: 1987-88
- Coppa delle Coppe: 2

Pescara: 1989-90, 1992-93
- Coppe LEN: 1

Pescara: 1995-96
- Supercoppa LEN: 1

Pescara: 1988

#### Nazionale
- Olimpiadi

Barcellona 1992: 
- Mondiali

Roma 1994: 
- Europei

Sheffield 1993: 
Vienna 1995: 
- Coppa del Mondo

Atene 1993: 

### Allenatore

#### Club
- Campionato italiano: 1

Pro Recco: 2015-16
- Coppe Italia: 1

Pro Recco: 2015-16
- Supercoppa LEN: 1

Pro Recco: 2015

#### Nazionale
- Mondiali giovanili

Perth 2012: 